# Laveissenet
Laveissenet település Franciaországban, Cantal megyében. Lakosainak száma 135 fő (2022. január 1.). Laveissenet Albepierre-Bredons, La Chapelle-d’Alagnon, Paulhac, Ussel és Valuéjols községekkel határos.

## Népesség
A település népességének változása:
| Lakosok száma | 165  | 144  | 116  | 93   | 106  | 123  | 130  | 131  | 131  | 135  |
|               | 1968 | 1982 | 1990 | 2006 | 2013 | 2015 | 2017 | 2019 | 2020 | 2022 |